# Nur so ein bißchen vor sich hinpfeifen
Nur so ein bißchen vor sich hinpfeifen (tschechischer Originaltitel: Jen si tak trochu písknout) ist ein tschechischer Kinderfilm, der am 5. März 1982 im Kino in der DDR und am 28. Mai 1983 im ZDF, am 18. Februar 1984 im DFF 2 uraufgeführt wurde.

## Handlung
Helden des Films sind der 13-jährige Pavel Voříšek aus einem behüteten Elternhaus und der 14-jährige Petr Moravec, der mit seinem Vater allein lebt. Die beiden sind gute Freunde, obwohl die Eltern gegen diese Freundschaft sind. Petr und Pavel sind in der Pubertät und haben gemeinsame Erlebnisse und Erfahrungen. Als sie einige Orgelpfeifen in einer Kirche mitnehmen und „nur so ein bißchen vor sich hinpfeifen“ wollen, beginnen die Probleme.

## Kritik
„Ein realitätsnaher tschechischer Film, der ohne erhobenen Zeigefinger Probleme des Erwachsenwerdens anspricht und bei den Erwachsenen um Einfühlungsvermögen und Toleranz wirbt.“